# Rudolf Lukas
Rudolf Lukas (ur. 1846 w Białej, zm. 8 lipca 1923) – przemysłowiec, członek Rady Miejskiej, wiceburmistrz a następnie w latach 1898–1909 burmistrz Białej, członek dyrekcji Miejskiej Kasy Oszczędności, zastępca prezesa Rady Powiatowej oraz poseł do Sejmu Krajowego Galicji VIII kadencji z III kurii okręgu Biała. 
Za jego czasów w Białej wybudowano wodociąg miejski, brukowano miejskie ulice, powołano do życia Muzeum Miejskie. W uznaniu zasług rodzinne miasto nadało mu tytuł honorowego obywatela, a cesarz mianował go Oficerem Orderu Franciszka Józefa I. 
Pochowany na cmentarzu ewangelickim w Bielsku-Białej